# Clone Your Lover
| Оценки критиков | Оценки критиков |
| Источник        | Оценка          |
| --------------- | --------------- |
| AllMusic        | [ 1 ]           |

Clone Your Lover — дебютный студийный альбом норвежской индастриал-рок группы Zeromancer, выпущенный 13 марта 2000 года на звукозаписывающем лейбле Cleopatra Records.

## Список композиций
| №                   | Название                  | Длительность |
| ------------------- | ------------------------- | ------------ |
| 1.                  | «Clone Your Lover»        | 3:34         |
| 2.                  | «Flirt (With Me)»         | 3:51         |
| 3.                  | «Something for the Pain"» | 3:33         |
| 4.                  | «Split Seconds»           | 3:36         |
| 5.                  | «Fade to Black»           | 4:25         |
| 6.                  | «God Bless the Models»    | 4:21         |
| 7.                  | «Opelwerk»                | 4:47         |
| 8.                  | «Flagellation»            | 3:50         |
| 9.                  | «Die of a Broken Heart»   | 3:47         |
| 10.                 | «Houses of Cards»         | 6:47         |
| Общая длительность: | Общая длительность:       | 37:00        |

| №  | Название                                            | Длительность |
| -- | --------------------------------------------------- | ------------ |
| 1. | «Something for the Pain» (Apoptygma Berzerk ремикс) |              |

## Участники записи

### Состав группы
- Алекс Мёклебуст (норв. Alex Møklebust) — вокал.
- Ким Льюнг (норв. Kim Ljung) — бас-гитара, бэк-вокал.
- Норальф Ронти (норв. Noralf Ronthi) — барабаны.
- Крис Шлейер (норв. Chris Schleyer) — гитара.
- Эрик Люнггрен (норв. Erik Ljunggren) — клавишные, программирование.

## Позиции в чартах
| Чарт (2000)         | Наивысшая позиция |
| ------------------- | ----------------- |
| Норвегия (VG-lista) | 7                 |